# Blokada
Blokada je kakršnokoli dejanje, s katerim ena stran poskuša preprečiti dostavo hrane, oskrbe, okrepitev, komunikacij,... nasprotni strani na določenemu prostoru z uporabo sile. 
Blokada po navadi označuje vojno dejanje in se tako razlikuje od embarga ali gospodarskih sankcij (ki sta legalni dejanji) oz. od obleganja, ki je usmerjeno le na manjše področje oz. mesto/naselje; blokada pa po navadi zajame celotno državo. Večina zgodovinskih blokad je bila pomorske narave, pri čemer je ena sila hotela preprečiti pomorski transport v in izven nasprotne strani. V 20. stoletju se je zaradi razvoja letalska razvila tudi zračna blokada; tj. dejanje, ko ena stran prepreči letalski promet preko določenega ozemlja oz. po določeni letalski trasi.
Pomembnejše pomorske blokade so bile tako izvedene v okviru naslednjih konfliktih: 
- ameriška državljanska vojna,
- prva in druga svetovna vojna (bitka za Atlantik),
- kubanska raketna kriza,...